# Raymond Chevreuille
Raymond Chevreuille est un compositeur et ingénieur du son belge, né à Bruxelles le 17 novembre 1901, et mort à Montigny-le-Tilleul le 9 mai 1976.

## Biographie
Chevreuille commence ses études à l'école de musique de Saint-Josse-ten-Noode ; il est plus tard élève du cours d'harmonie au conservatoire de Bruxelles, institution qu'il quittera prématurément, faisant de lui un compositeur autodidacte. 
Chevreuille est ensuite preneur de son à la Radiodiffusion nationale belge de 1936 à 1959, en devient directeur des programmes musicaux, ainsi qu'à la télévision belge, de 1956 à 1963. Il sera par ailleurs à de nombreuses reprises, le compositeur représentant la Belgique aux festivals de la Société internationale pour la musique contemporaine (SIMC). Son style musical est éclectique et très personnel ; il a composé des œuvres tonales, aussi bien qu’atonales et polytonales, aux formes variées et très expressives, et empreintes d'une grande vitalité.

## Principales compositions
- 9 symphonies, dont une dite « de chambre », et une avec quatuor vocal
- 6 quatuors à cordes (1930-45)
- Trio à cordes (1937)
- Évasions, cantate (1942)
- Suite pour piano (1943)
- Cendrillon, ballet (1946)
- Barbe-Bleue, conte symphonique (1949)
- Sonate pour piano et violoncelle (1949)
- D'un diable de briquet, conte symphonique (1950)
- Atta Troll, opéra de chambre d'après Heine (1952)
- Sonate pour piano et violon (1953)
- Sonatine pour clarinette et piano (1970)

## Récompenses
- Prix Italia (1950), pour son œuvre D'un diable de briquet
- En 1973, il est nommé membre de l'Académie royale de Belgique.

## Décorations
- Croix du Prisonnier Politique  1940-1945
- Chevalier de l'ordre de la Couronne (1948)
- Chevalier de l'ordre de Léopold (1963)
- Officier de l'ordre de Léopold II (1970)

## Sources et références
- Marc Honegger, Dictionnaire de la musique, éditions Bordas, vol.1, p. 242  (ISBN 2 04 015396 9)

1. ↑  Marc Vignal, Dictionnaire des grands musiciens, Librairie Larousse, vol. 1, 1985, p. 124-125  (ISBN 2 03 511001 7)